# Jorge de Santiago
Jorge de Santiago (? — Angra, 26 de Outubro de 1561) foi o terceiro bispo da diocese de Angra, nos Açores, que governou de 1552 a 1561. Teólogo afamado, participou no Concílio de Trento, na linha doutrinária na qual depois se distinguiu como grande moralizador da igreja católica açoriana. A ele se deve a reunião do primeiro Sínodo Diocesano da novel diocese angrense. Era frade professo da Ordem dos Pregadores, com profissão feita a 26 de Abril de 1522, no Mosteiro de Santo Estêvão de Salamanca. Foi o primeiro bispo que faleceu nos Açores, sendo sepultado na primitiva sé episcopal.

## Biografia
Estudou na Universidade de Paris e foi laureado em Teologia, tendo depois leccionado na Universidade de Salamanca, onde foi pregador. Mais tarde ingressou no Convento de São Domingos, em Lisboa, onde foi professor. Ganhando fama como teólogo, foi então nomeado pregador régio, mestre teólogo e inquisidor do Santo Ofício (1540).
Foi o seu renome na área da Teologia que levou D. João III a recomendá-lo para o Concílio de Trento, em 1545, tendo participado com destaque em diversas sessões
Foi apresentado Bispo de Angra em 1550, sendo confirmado por bula de 24 de Agosto de 1552 do Papa Júlio III.
D. Frei Jorge de Santiago chegou à sua diocese nos começos do ano de 1553, dedicando-se ao seu governo com afinco e com energia até aí desconhecida do clero açoriano. Face à falta de organização doutrinária da diocese e à necessidade de nela fazer reflectir as normas Tridentinas, em 1559, pela festa do Espírito Santo, promoveu na Sé de Angra o, até hoje, único Sínodo Diocesano realizado nos Açores, cujas constituições então adoptadas foram impressas em Lisboa, nas oficinas de João Blavio de Colónia em 1560. Raros são os exemplares da edição princeps destas Constituições, de que por vezes se tem tentado novas edições.
Deste prelado disse Frei Luís de Sousa na História de São Domingos:
Posto em Angra achou aquela Ilha, e as mais, mui depravadas em vicios, e algumas almas tão vencidas d'elles, que lhe foi necessario grande valor para as tornar em virtude.
Espírito moralizador e tenaz, enérgico, porventura em demasia, sofreria pela firmeza do seu carácter não poucos desgostos, correndo-se que também passara por não pequenas desconsiderações. O sobredito frei Luís de Sousa regista a seguinte passagem:
Era grande letrado pera conhecer suas obrigações, e grande animoso pera executar o que entendia. Achando alguns, que não sentião bem da fé, cubrio-os de ferros, e mandou-os entregar no carcere do Santo Officio em Lisboa. Apertou com outros com as armas espirituaes em todo rigor, até os meter no caminho dos mandamentos Divinos. Mas custou-lhe ver-se três vezes em fortes perigos. Huma querendo passar de huma Ilha pera outra, foi acometido de gente armada na embarcação, e pera se salvar não teve outre remédio, se não lançar-se ao mar, e valer-se dos braços, e nadar. Outra estando fazendo seu officio de Visitador lhe tirarão com uma espingarda, guardou-o Deos, e matarão hum sobrinho seu, que o acompanhava. Terceira vez tentarão matal-o em certa casa, onde tirava huma devaça: e acometendo as portas os culpados n'ella com armas, e determinação danada, valeo-lhe, que como andava acautelado, acharão-nas trancadas por dentro, e seguras. E com tudo ainda mostrarão descortezia, e poder diabolico, porque chegarão a entaipar o Prelado, ajuntando pedra, e cal, e cerrando-as de parede por fóra. Não faltou gente nobre, e de melhor animo, que lhe acudio.
Era amigo do arcebispo de Braga, D. Frei Bartolomeu dos Mártires, e tido em grande consideração por D. João Bermudes, Patriarca das Índias, que ao passar por Angra, fez dele o seguinte conceito: a tão bom prelado, não se deve chamar D. Jorge, mas São Jorge.
Incrementou as vigararias, determinando que os lugares que tivessem mais de 30 fogos fossem considerados como vigararias e os de mais de 20 fogos como curatos, todos dotados de sacrário e com faculdade de celebrarem as festas da Semana Santa. Estabeleceu para o foro eclesiástico a hierarquia de vigário geral, visitador, ouvidor, promotor, escrivão, meirinho e porteiro; para a jurisdição paroquial, vigário, reitor, cura e tesoureiro; e, nas colegiadas, beneficiado, ecónomo, prioste e apontador. Aumentou as ordinárias ao clero, para que os sacerdotes fizessem face aos preços que já tinham os mantimentos e frutos das ilhas.
Desejou ainda melhorar a instrução sacerdotal ao clero, fundando em Angra um convento da Ordem Dominicana, intento que se logrou por haver falecido entretanto.
Quando estive em Lisboa, aonde fora em negócios da diocese, consta que teria ajustado para fundadores três religiosos dominicanos de boas letras e bom púlpito e obtido todas as licenças necessárias para a fundação do novo convento.
Faleceu a 26 de Outubro de 1561. Foi o primeiro bispo a morrer na Diocese, tendo sido sepultado na Sé Velha. No seu túmulo foi lavrada esta inscrição: H’ic jacet Dominus Georgius a Sto Jacob Pastor Angrensis, inter oves suas, primus sepultus.